# Wiktor Czopp
Wiktor Wilhelm Czopp (ur. 11 czerwca 1891 we Lwowie, zm. 1969) – podpułkownik dyplomowany artylerii Wojska Polskiego, działacz niepodległościowy, wyznania mojżeszowego.

## Życiorys
Urodził się 11 czerwca 1891 we Lwowie, w rodzinie Adolfa (Abrahama) i Laury (lei) z Goldstaubów. W 1910 ukończył naukę i złożył egzamin maturalny w c. k. Gimnazjum VI we Lwowie. Następnie ukończył studia na Wydziale Prawa Uniwersytetu Franciszkańskiego we Lwowie. W międzyczasie (1912) został członkiem Związku Walki Czynnej i Związku Strzeleckiego.
6 sierpnia 1914 wstąpił do oddziałów strzeleckich. Początkowo służył w 4. kompanii III batalionu, a od 28 lutego 1915 w I batalionie 1 Pułku Piechoty. 29 września 1914 został mianowany chorążym. Z dniem 1 lipca 1915 Komenda Legionów Polskich mianowała go podporucznikiem. Od 4 lutego 1915 przebywał w Szpitalu Rezerwowym mieszczącym się w Szkole Ludowej w Kętach. Po wyzdrowieniu wrócił do I batalionu, a następnie został przeniesiony do 6 Pułku Piechoty. 31 stycznia 1916 został przeniesiony do 1 Pułku Artylerii. 21 kwietnia 1916 został przydzielony z macierzystego pułku na stanowisko dowódcy Kolumny Amunicyjnej PA/2 w Dywizyjnym Parku Amunicyjnym. 1 kwietnia został mianowany podporucznikiem artylerii. 13 sierpnia 1917, po kryzysie przysięgowym, został zwolniony z Legionów Polskich. Później służył w Polskim Korpusie Posiłkowym jako I oficer baterii haubic. Po bitwie pod Rarańczą (15–16 lutego 1918) został internowany w Szeklence, a następnie sądzony w procesie legionistów w Máramarossziget (8 czerwca–2 października 1918). 
25 października 1918 został przyjęty do Wojska Polskiego z zatwierdzeniem posiadanego stopnia podporucznika. 8 listopada 1918 Rada Regencyjna mianowała go porucznikiem ze starszeństwem z 12 października 1918. 28 maja 1919 został odkomenderowany z 9 Pułku Artylerii Polowej do Oddziału III Naczelnego Dowództwa Wojska Polskiego. 9 września 1920 jako oficer Naczelnego Dowództwa WP został zatwierdzony z dniem 1 kwietnia 1920 w stopniu kapitana, w artylerii, w grupie oficerów byłych Legionów Polskich. Był także oficerem sztabu 17 Dywizji Piechoty.
2 stycznia 1921 został przydzielony do Szkoły Sztabu Generalnego w Warszawie, w charakterze słuchacza II Kursu. Jego oddziałem macierzystym był nadal 9 Pułk Artylerii Polowej. 6 września 1921, po ukończeniu kursu i otrzymaniu „pełnych kwalifikacji do pełnienia służby na stanowiskach Sztabu Generalnego”, został przydzielony do Inspektoratu Armii Nr 2 na stanowisko II referenta. 3 maja 1922 został zweryfikowany w stopniu kapitana ze starszeństwem z 1 czerwca 1919 i 13. lokatą w korpusie oficerów artylerii. Z dniem 15 października 1922 został przydzielony do Oddziału IV Sztabu Generalnego w Warszawie. W 1923 pełnił służbę w 2 Dywizji Piechoty Legionów w Kielcach na stanowisku szefa sztabu. 31 marca 1924 prezydent RP nadał mu stopień majora ze starszeństwem z dnia 1 lipca 1923 i 10. lokatą w korpusie oficerów artylerii. Z dniem 15 października 1924 został przeniesiony do 2 Pułku Artylerii Polowej Legionów w Kielcach na stanowisko dowódcy III dywizjonu. Później został przeniesiony do kadry oficerów artylerii i ponownie przydzielony do Oddziału IV SG, a w październiku 1926 przydzielony do 8 Dywizji Piechoty na stanowisko szefa sztabu. W grudniu 1929 został przydzielony do Dowództwa Okręgu Korpusu Nr V w Krakowie na stanowisko szefa Oddziału Ogólnego. We wrześniu 1930 został przeniesiony do 5 pułku artylerii ciężkiej w Krakowie na stanowisko dowódcy dywizjonu. W październiku 1931 został przeniesiony do 3 Pułku Artylerii Ciężkiej w Wilnie na stanowisko zastępcy dowódcy pułku. 14 grudnia 1931 prezydent RP nadał mu stopień podpułkownika z dniem 1 stycznia 1932 i 1. lokatą w korpusie oficerów artylerii. W 1938 został przeniesiony do 5 pac na stanowisko I zastępcy dowódcy pułku. 24 sierpnia 1939 objął dowództwo tego pułku i na jego czele walczył w kampanii wrześniowej. 20 września 1939, po bitwie pod Tomaszowem Lubelskim, na czele grupy oficerów i żołnierzy zdołał wyjść z okrążenia. Przedostał się do Francji, a następnie Wielkiej Brytanii. Zmarł na emigracji.
4 grudnia 1919 ożenił się z Wandą Eberhardt (1897–1968), z którą miał córkę.

## Ordery i odznaczenia
- Krzyż Niepodległości  – 16 września 1931 „za pracę w dziele odzyskania niepodległości”[38]
- Krzyż Walecznych czterokrotnie[39]
- Srebrny Krzyż Zasługi – 16 marca 1928 „za zasługi na polu wiedzy wojskowej”[40][39]
- Medal Pamiątkowy za Wojnę 1918–1921[5]
- Medal Dziesięciolecia Odzyskanej Niepodległości[5]
- Medal Zwycięstwa[5]